# Омфала
Омфала (грч. Ὀμφάλη) је у грчкој митологији била краљица Лидије.

## Митологија
Била је Јарданова кћерка и Тмолова супруга, која је од свог мужа наследила престо. Херакле се након Ифитовог убиства разболео и пророчиште му је рекло да неће оздравити док не буде служио код неког три године. Зато га је Хермес продао краљици Омфали. Помиње се да је Херакле био грешан и због крађе делфског троношца.
У време док је служио Омфалу, грчки јунаци су починили многа херојства; уловили Калидонског вепра, Аргонаути су донели златно руно, а Тезеј се прославио на Истму. Међутим, и сам Херакле је починио многа јуначка дела; заробио је Керкопе, убио Силеја и победио Итонце. Омфала је напокон сазнала за божанско порекло свог роба и узела га за љубавника. Са њим је имала сина Ламона (или Лама), али им се приписују и друга деца; Агелај, Тирсен и Алкеј (помиње се и Лаомед). Такође се помиње да је Херакле са Омфалином робињом имао сина чији су потомци владали Лидијом пет стотина година. Сама Омфала је била мајка Тантала.
Према каснијем предању, његова служба је трајала само годину дана, али он за то време не само да није починио јуначка дела, већ је радио понижавајуће послове, обучен у женске хаљине. Због тога су га сликари представљали обученог у жуту хаљину, док му Омфалине слушкиње чисте нокте и чешљају га. За то време је Омфала носила лављу кожу и батину. Када не би извршавао њена обесна наређења, тукла га је златном сандалом. Према неким причама, она се одмах заљубила у њега и приуштила му је живот у изобиљу и доколици, што га је начинило мекушцем. Обучен у љубичасте хаљине, ишао је за њом и штитио је сунцобраном. У једној од таквих шетњи, видео их је Фаун (или Пан) и заљубио се у Омфалу. Омфала и Херакле су након шетње стигли куда су и наумили — у једну усамљену гроту, где су из обести променили одећу. Она га је опасала чипканим појасом, који је био исувише кратак за његов струк, те му навукла своју пурпурну одору, али је морао да поцепа рукаве. Везице њених сандала су биле исувише кратке за његове дебеле рисове. После вечере они су отишли на спавање у засебне постеље, пошто су обећали Дионису да ће му принети јутарњу жртву, што је захтевало уздржавање од сексуалног чина. Око поноћи Пан је дошао у пећину, па пипајући по мраку, пронашао је постељу за коју је мислио да је Омфалина, највероватније по Херакловој свиленој одори. Увукао се у постељу, али се херакле пробудио и ритнуо га ногом. Чувши снажан ударац и јаук, пробудила се и Омфала, упалила светло и врло брзо им се разјаснило шта се заиста десило. То је натерало у смех Херакла и Омфалу, али од тог дана, причало се да се Пан ужасавао одеће и захтевао да у његовим обредима сви учествују наги. Љут на Херакла, клеветао га је да је изопачен јер се облачио у женску одећу.

## Тумачење
Класични писци су придавали Херакловом робовању Омфали алегорично значење; и најснажнији човек може постати роб раскалашне и амбициозне жене. Они су пупак сматрали „средиштем“ похоте према жени, о чему сведочи и њено име, које значи управо то. Ипак, према Роберту Гревсу, прича бележи односе у светом краљевству на преласку из матријархата у патријархат, када је краљ, као краљичин супруг, могао само да заступа краљицу приликом жртвених обреда, али под условом да носи њену одећу. То је био обичај у рано сумерско доба, али о њему сведоче и извесни критски уметнички предмети током обреда. На пример, мушкарци тако одевени су приказани на саркофагу Тројне Хагије, а и на фрескама дворца у Кнососу. Хераклово робовање објашњава се западноафричким староседелачким матријархалним обичајем. Код Аброна, Даура и Лоанга, али и других народа, краљ је био заправо роб кога је бирала краљица. У неким племенима, она се није удавала. Сличан поредак задржао се и у класично доба код племства у Локриди. Они су били принуђени да се 683. п. н. е. иселе из средишње Грчке, због скандала који су проузроковале племкиње недозвољеним љубавним односима са робовима. У Локриди се право наслеђевиња стицало искључиво по женској линији, о чему су писали Дионисије и Полибије. Исти обичај је вероватно био заједнички у прехеленској
Грчкој и у Италији, али је само у Багнари, у близини рушевина Епизефирске Локриде, сачувано матријархално уређење. Тамо је подела послова врло јасна, а иако је званични заштитник Багнаре Свети Никола, жене далеко више поштују Девицу Марију, јер је она „наследила“ Девицу Кору,
по чијем је храму Локрида била чувена у класична времена.